# Fed Cup 2016 Zona Americana Gruppo II - Pool A
Il Pool A della Zona Americana Gruppo II nella Fed Cup 2016 è uno dei due pool (gironi) in cui è suddiviso il Gruppo II della zona Americana. (vedi anche Pool B)
|   | Pool A           | Venezuela (bandiera) | Cile (bandiera) | Honduras (bandiera) | Costa Rica (bandiera) |
| 1 | Venezuela (3-0)  |                      | 2-1             | 3-0                 | 3-0                   |
| 2 | Cile (2-1)       | 1-2                  |                 | 2-1                 | 3-0                   |
| 3 | Honduras (1-2)   | 0-3                  | 1-2             |                     | 2-1                   |
| 4 | Costa Rica (0-3) | 0-3                  | 0-3             | 1-2                 |                       |

## Primo giorno
| Venezuela 3 | Centro de Tenis Honda, Bayamón, Porto Rico 3 febbraio 2016 Cemento (outdoor) | Centro de Tenis Honda, Bayamón, Porto Rico 3 febbraio 2016 Cemento (outdoor)        | Costa Rica 0 |      |   |  |
| \| \| \| \| 1 \| 2 \| 3 \| \| \| - \| \| ----------------------------------------------------------------------------------- \| --- \| ---- \| - \| \| \| 1 \| \| Aymet Uzcátegui Mariela Calderón \| 6 4 \| 6 1 \| \| \| \| 2 \| \| Andrea Gámiz Camila Quesada \| 6 1 \| 6 3 \| \| \| \| 3 \| \| Maria Gabriela Linares de Faría / Luicelena Pérez Mariela Calderón / Camila Quesada \| 6 4 \| 7 65 \| \| \| |                                                                              |                                                                                     |              |      |   |  |
| |                                                                              |                                                                                     | 1            | 2    | 3 |  |
| 1 | Venezuela (bandiera) · Costa Rica (bandiera)                                 | Aymet Uzcátegui Mariela Calderón                                                    | 6 4          | 6 1  |   |  |
| 2 | Venezuela (bandiera) · Costa Rica (bandiera)                                 | Andrea Gámiz Camila Quesada                                                         | 6 1          | 6 3  |   |  |
| 3 | Venezuela (bandiera) · Costa Rica (bandiera)                                 | Maria Gabriela Linares de Faría / Luicelena Pérez Mariela Calderón / Camila Quesada | 6 4          | 7 65 |   |  |

| Cile 2 | Centro de Tenis Honda, Bayamón, Porto Rico 3 febbraio 2016 Cemento (outdoor) | Centro de Tenis Honda, Bayamón, Porto Rico 3 febbraio 2016 Cemento (outdoor) | Honduras 1 |     |   |  |
| \| \| \| \| 1 \| 2 \| 3 \| \| \| - \| \| --------------------------------------------------------------------------- \| --- \| --- \| - \| \| \| 1 \| \| Andrea Koch Benvenuto Natalie Gabriela Espinal Sánchez \| 6 0 \| 6 0 \| \| \| \| 2 \| \| Daniela Seguel Alejandra Obando \| 6 0 \| 6 0 \| \| \| \| 3 \| \| Bárbara Gatica / Ivania Martinich Daniela Obando / Ana Gabriela Zavala Mata \| 2 6 \| 5 7 \| \| \| |                                                                              |                                                                              |            |     |   |  |
| |                                                                              |                                                                              | 1          | 2   | 3 |  |
| 1 | Cile (bandiera) · Honduras (bandiera)                                        | Andrea Koch Benvenuto Natalie Gabriela Espinal Sánchez                       | 6 0        | 6 0 |   |  |
| 2 | Cile (bandiera) · Honduras (bandiera)                                        | Daniela Seguel Alejandra Obando                                              | 6 0        | 6 0 |   |  |
| 3 | Cile (bandiera) · Honduras (bandiera)                                        | Bárbara Gatica / Ivania Martinich Daniela Obando / Ana Gabriela Zavala Mata  | 2 6        | 5 7 |   |  |

## Secondo giorno
| Venezuela 2 | Centro de Tenis Honda, Bayamón, Porto Rico 4 febbraio 2016 Cemento (outdoor) | Centro de Tenis Honda, Bayamón, Porto Rico 4 febbraio 2016 Cemento (outdoor) | Cile 1 |     |     |  |
| \| \| \| \| 1 \| 2 \| 3 \| \| \| - \| \| --------------------------------------------------------------------- \| --- \| --- \| --- \| \| \| 1 \| \| Aymet Uzcátegui Andrea Koch Benvenuto \| 2 6 \| 3 6 \| \| \| \| 2 \| \| Andrea Gámiz Daniela Seguel \| 6 1 \| 6 3 \| \| \| \| 3 \| \| Andrea Gámiz / Aymet Uzcátegui Andrea Koch Benvenuto / Daniela Seguel \| 6 3 \| 3 6 \| 6 2 \| \| |                                                                              |                                                                              |        |     |     |  |
| |                                                                              |                                                                              | 1      | 2   | 3   |  |
| 1 | Venezuela (bandiera) · Cile (bandiera)                                       | Aymet Uzcátegui Andrea Koch Benvenuto                                        | 2 6    | 3 6 |     |  |
| 2 | Venezuela (bandiera) · Cile (bandiera)                                       | Andrea Gámiz Daniela Seguel                                                  | 6 1    | 6 3 |     |  |
| 3 | Venezuela (bandiera) · Cile (bandiera)                                       | Andrea Gámiz / Aymet Uzcátegui Andrea Koch Benvenuto / Daniela Seguel        | 6 3    | 3 6 | 6 2 |  |

| Costa Rica 1 | Centro de Tenis Honda, Bayamón, Porto Rico 4 febbraio 2016 Cemento (outdoor) | Centro de Tenis Honda, Bayamón, Porto Rico 4 febbraio 2016 Cemento (outdoor)  | Honduras 2 |     |     |  |
| \| \| \| \| 1 \| 2 \| 3 \| \| \| - \| \| ----------------------------------------------------------------------------- \| --- \| --- \| --- \| \| \| 1 \| \| Mariela Calderón Alejandra Obando \| 4 6 \| 1 6 \| \| \| \| 2 \| \| Camila Quesada Natalie Gabriela Espinal Sánchez \| 6 3 \| 6 1 \| \| \| \| 3 \| \| Mariela Calderón / Camila Quesada Alejandra Obando / Ana Gabriela Zavala Mata \| 4 6 \| 6 0 \| 4 6 \| \| |                                                                              |                                                                               |            |     |     |  |
| |                                                                              |                                                                               | 1          | 2   | 3   |  |
| 1 | Costa Rica (bandiera) · Honduras (bandiera)                                  | Mariela Calderón Alejandra Obando                                             | 4 6        | 1 6 |     |  |
| 2 | Costa Rica (bandiera) · Honduras (bandiera)                                  | Camila Quesada Natalie Gabriela Espinal Sánchez                               | 6 3        | 6 1 |     |  |
| 3 | Costa Rica (bandiera) · Honduras (bandiera)                                  | Mariela Calderón / Camila Quesada Alejandra Obando / Ana Gabriela Zavala Mata | 4 6        | 6 0 | 4 6 |  |

## Terzo giorno
| Venezuela 3 | Centro de Tenis Honda, Bayamón, Porto Rico 5 febbraio 2016 Cemento (outdoor) | Centro de Tenis Honda, Bayamón, Porto Rico 5 febbraio 2016 Cemento (outdoor)                          | Honduras 0 |     |   |  |
| \| \| \| \| 1 \| 2 \| 3 \| \| \| - \| \| ----------------------------------------------------------------------------------------------------- \| --- \| --- \| - \| \| \| 1 \| \| Aymet Uzcátegui Ana Gabriela Zavala Mata \| 6 0 \| 6 0 \| \| \| \| 2 \| \| Andrea Gámiz Alejandra Obando \| 6 1 \| 6 0 \| \| \| \| 3 \| \| María Gabriela Linares de Faría / Luicelena Pérez Natalie Gabriela Espinal Sánchez / Alejandra Obando \| 6 3 \| 6 4 \| \| \| |                                                                              | |            |     |   |  |
| |                                                                              | | 1          | 2   | 3 |  |
| 1 | Venezuela (bandiera) · Honduras (bandiera)                                   | Aymet Uzcátegui Ana Gabriela Zavala Mata                                                              | 6 0        | 6 0 |   |  |
| 2 | Venezuela (bandiera) · Honduras (bandiera)                                   | Andrea Gámiz Alejandra Obando                                                                         | 6 1        | 6 0 |   |  |
| 3 | Venezuela (bandiera) · Honduras (bandiera)                                   | María Gabriela Linares de Faría / Luicelena Pérez Natalie Gabriela Espinal Sánchez / Alejandra Obando | 6 3        | 6 4 |   |  |

| Cile 3 | Centro de Tenis Honda, Bayamón, Porto Rico 5 febbraio 2016 Cemento (outdoor) | Centro de Tenis Honda, Bayamón, Porto Rico 5 febbraio 2016 Cemento (outdoor) | Costa Rica 0 |     |   |  |
| \| \| \| \| 1 \| 2 \| 3 \| \| \| - \| \| ------------------------------------------------------------------ \| --- \| --- \| - \| \| \| 1 \| \| Andrea Koch Benvenuto Mariela Calderón \| 6 3 \| 6 2 \| \| \| \| 2 \| \| Daniela Seguel Eugenia Camacho \| 6 1 \| 6 1 \| \| \| \| 3 \| \| Bárbara Gatica / Ivania Martinich Eugenia Camacho / Camila Quesada \| 6 2 \| 6 1 \| \| \| |                                                                              |                                                                              |              |     |   |  |
| |                                                                              |                                                                              | 1            | 2   | 3 |  |
| 1 | Cile (bandiera) · Costa Rica (bandiera)                                      | Andrea Koch Benvenuto Mariela Calderón                                       | 6 3          | 6 2 |   |  |
| 2 | Cile (bandiera) · Costa Rica (bandiera)                                      | Daniela Seguel Eugenia Camacho                                               | 6 1          | 6 1 |   |  |
| 3 | Cile (bandiera) · Costa Rica (bandiera)                                      | Bárbara Gatica / Ivania Martinich Eugenia Camacho / Camila Quesada           | 6 2          | 6 1 |   |  |

## Verdetti
- Venezuela ammessa allo spareggio promozione contro la prima del Pool B.